# MihimaLIVE 3 〜University of mihimaru GT☆mihimalogy 実践講座!!アリーナSPECIAL〜
「mihimaLIVE3 〜University of mihimaru GT☆mihimalogy 実践講座!!アリーナSPECIAL〜」（ミヒマライブ3 ユニバーシティ オブ ミヒマル ジーティー☆ミヒマロジィじっせんこうざ！！アリーナスペシャル）は、mihimaru GTが2010年9月22日に発売したライブビデオ。

## 概要
2010年7月3日に行われたmihimaru GT初の横浜アリーナでのライブの模様を収録したDVDである。
その前にヴォーカルのhirokoは右気胸という病気になっており、宮崎、福岡、愛知、長野、神戸、京都の6公演を延期していたが、7月3日の横浜アリーナでなんとか復活を遂げた。
このDVDは2枚組になっている。
ビデオクリップ集「mihimaclip4」、さらに本作品と「mihimaclip4」を合わせた2枚組「mihimaLIVE3 〜University of mihimaru GT☆mihimalogy実践講座！！アリーナSPECIAL〜& mihimaclip4」と同時発売。
2010年10月13日にはBlu-rayも発売された。

## 曲目

### DISC 01
1. Class of UMGT start's!!
2. Theme of mihimaLIVE3
3. H.P.S.J.
4. ユルメのレイデ～帰ろう歌
5. アン♥ロック
6. パンキッシュ☆
7. 道しるべ
8. Amethyst
9. SIGNAL
10. ええがな
11. す・か・ん・く
12. 音と映像 リアルタイムリンク講座
13. Switch
14. 幸せになろう（Acoustic Ver.）
15. Love Letter
16. サヨナラは言わなかった feat.光永亮太
ゲスト・光永亮太

### DISC 02
1. hirokology実践講座
ゲスト・古坂大魔王 (MC)
2. ドス恋 feat.古坂大魔王
3. 俄然Yeah!
4. 気分上々↑↑
5. とろけちゃうダンディ〜
6. アンビリーバボー feat.TAKUYA
ゲスト・TAKUYA
7. 777 feat.ET-KING
ゲスト・ET-KING
8. 恋する気持ち
9. オメデトウ

- 特典映像